# Rhinomugil nasutus
Rhinomugil nasutus är en fiskart som först beskrevs av De Vis, 1883.  Rhinomugil nasutus ingår i släktet Rhinomugil och familjen multfiskar. Inga underarter finns listade i Catalogue of Life.